# Konwój PQ-6
Konwój PQ-6 – siódmy konwój arktyczny z okresu II wojny światowej wysłany przez aliantów ze sprzętem wojennym i surowcami do ZSRR, które były niezbędne do prowadzenia dalszej walki przeciwko III Rzeszy. Konwój wypłynął z Hvalfjörður na Islandii 8 grudnia 1941 i dotarł do Murmańska 20 grudnia 1941 roku.

## Okręty
Konwój składał się z ośmiu statków transportowych (jednego radzieckiego, pięciu brytyjskich i dwóch pod banderą Panamy). Eskorta składała się z lekkiego krążownika HMS „Edinburgh”, niszczycieli HMS „Echo” i HMS „Escapade”, dwóch trałowców i dwóch uzbrojonych trawlerów. Wszystkie jednostki dopłynęły do celu bez strat.